# Situs ambiguus

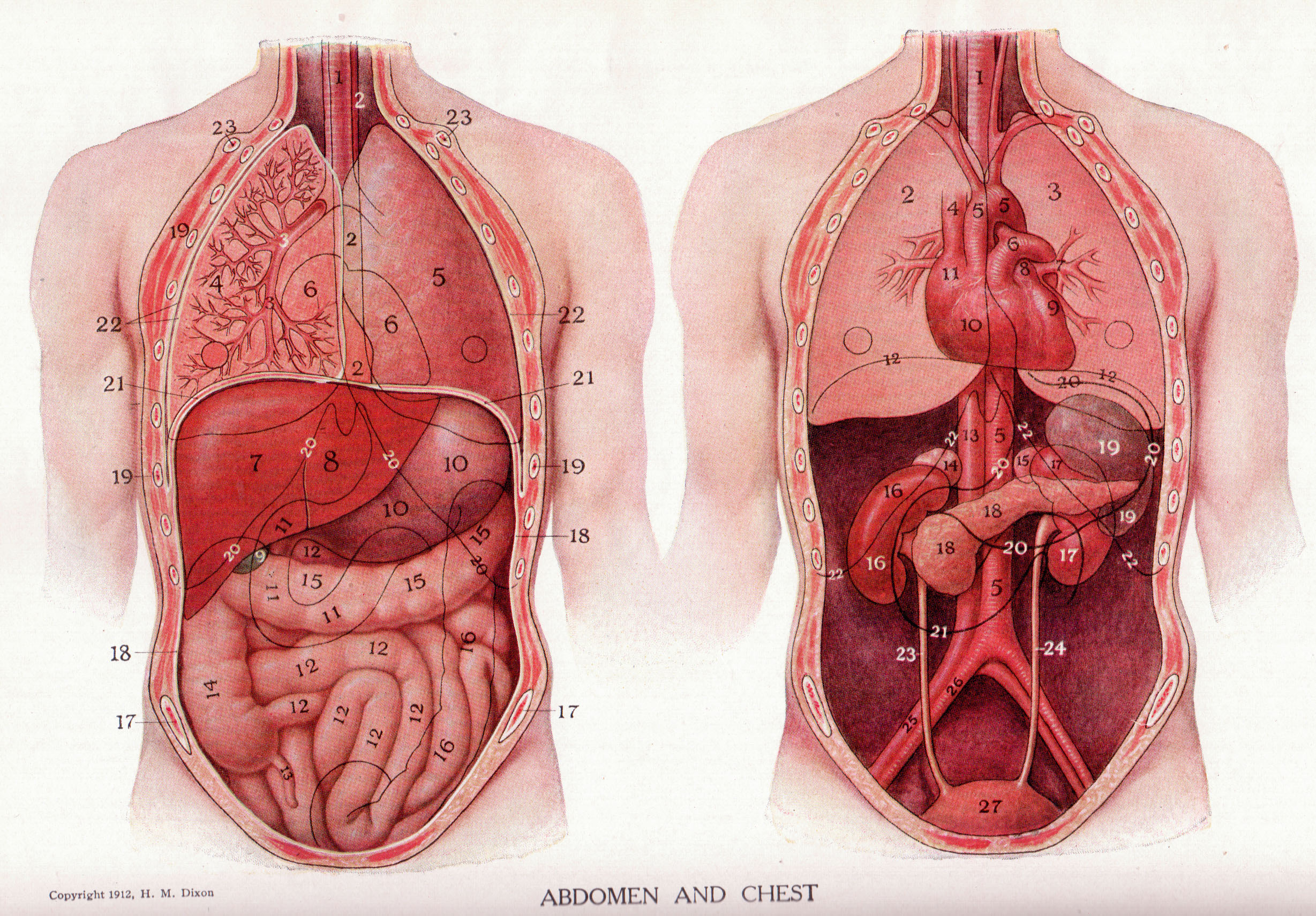
Localização de cada órgão em uma pessoa saudável.

'Situs ambiguus (do latim, lugar incerto) ou heterotaxia (do latim, organização diferente) é uma perturbação congênita na distribuição habitual dos órgãos torácicos e abdominais de modo que o lado esquerdo e direito não correspondam ao padrão saudável de desenvolvimento e quase "espelhado" um do outro. Geralmente envolve malformações cardiovasculares complexas, anormalidades esplênicos (no baço) e má rotação intestinal.
Heterotaxia ocorre a partir de um distúrbio embriológico precoce do desenvolvimento. Está classificada no grupo de síndromes cardio-esplênicas. É comum estar associado com má rotação ou que um par de órgãos esteja do mesmo lado, ao invés de um na esquerda e um na direita.

## Epidemiologia
O situs ambiguus ocorre aproximadamente uma vez a cada 20.000 mil nascimentos.

## Tratamento
Depende da desproporção, da localização e da funcionalidade do órgão, mas frequentemente envolve intervenção cirúrgica. Quando está associado com más formações cardíacas e no baço a cirurgia é mais difícil e o sucesso menor.
Quando não descobertas antes, essas desorganizações anatômicas podem causar dificuldade no diagnóstico de outros problemas e podem trazer problemas durante procedimentos invasivos como cirurgias.